# Canales de Molina
Canales de Molina es una localidad española, pedanía del municipio de Corduente, perteneciente a la provincia de Guadalajara, en la comunidad autónoma de Castilla-La Mancha. Se encuentra en la comarca del Señorío de Molina.

## Geografía
La pedanía de Canales de Molina está a una altitud de  1158,8 m sobre el nivel del mar. Al norte se encuentran las localidades de Pardos, a 8 km, y Torrubia; al sur, Corduente, aproximadamente a 6 km; al este Herrería, a casi 2 km, Rillo de Gallo, a unos 4 km, y Molina de Aragón, a 11 km; y al oeste Aragoncillo, a unos 7 km. Canales está entre dos arroyos: al norte el de la Bragada y al sur el de la Dehesa.

### Flora

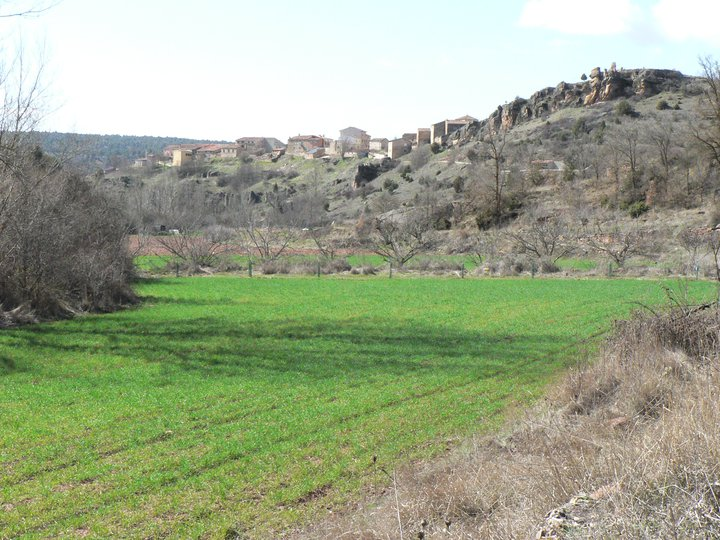
Canales de Molina desde el pinar

La flora es la correspondiente a un municipio de media montaña, a una altitud media de 1200 m sobre el nivel del mar. La principal especie arbórea es el roble marojo (Quercus pirenaica), que se alterna generalmente con parcelas de pino carrasco, procedente de repoblaciones, y en los cuales, hasta la década de 1970, se realizaban labores de extracción de resina.
En las riberas de los ríos hay principalmente bosques de galería de chopos, alternando en menor cantidad con alisos. La principal especie de matorral es la estepa o jara, acompañada en muchos casos de praderas rastreras de gayuba. Existen también multitud de especies de labiadas, como tomillos o flores de San Juan, unidos a vegetación herbácea espontánea y arvense. También hay una importante extensión de sabinas.

## Historia
La pedanía no tiene gran historia, pero se sabe[¿quién?] que la aldea ha sido poblada por trabajadores en la ganadería y la explotación forestal de esa zona. En la zona al este de Canales hay huellas de dinosaurios y restos celtíberos y romanos.
| Descripción del pueblo en 1826 CANALES: Ald. R. de España, provincia de Guadalajara, part. de Sigüenza, Sexma del Sabinar, en el señ. de Molina. Reg. P., 36 vecinos, 153 hab., 1 parr., 1 erm., Sit. en una cuesta, con exposición [sic] al S., y confinante con Herreria y Aragoncillo. Tiene buenos montes de encina, robles, sabinas y pastos para ganado lanar. Produce trigo, cebada, avena, garbanzos, guisantes, yeros y alguna hortaliza. Dista 10 ½ leguas de la cabeza de partido y 1 ½ de Molina. Contribuye con la Sexma. |

| Descripción del pueblo en 1846 CANALES: ald. con ayunt. en la prov. de Guadalajara (¼ leg.), part. jud. de Molina (3), aud. terr. de Madrid (20), c. g. de Castilla la Nueva, dióc. de Sigüenza (11): sit. en un punto elevado con libre ventilación y clima sano, las enfermedades más [sic] comunes son fiebres intermitentes ; tiene 33 casas; la de ayunt. ; un pósito pio fundado por el Ilmo. Sr. Tapia, ob. que fue de Sigüenza; escuela de instrucción primaria común a ambos sexos concurrida por 12 alumnos; una fuente de buen agua que surte al vecindario para beber y demás usos domésticos, y una igl. parr. (San Cristóbal), aneja de la de Herreria. Confina el térm. N. común de Villa y tierra; E. Herreria; S. Corduente y Torremocha, y O. Aragoncillo, El terreno es quebrado, áspero y de mediana calidad ; cruzan por él dos pequeños arroyuelos de curso interrumpido, cuyas aguas no pueden aprovecharse para el riego ; hacia el N. y S. se encuentran trozos de monte probados de sabina, manojo y estepas que proporcionan el suficiente combustible. caminos: los locales, ásperos y en mal estado de la escabrosidad del terreno, y el de carril que conduce á Molina. correo: se recibe de la adm. de Molina por un vec. de los que van al mercado. prod.: trigo, cebada, centeno, avena, guisantes, guijas, patatas y algo de cáñamo; cría ganado lanar, mular y vacuno para la agricultura. ind.: la agrícola y un molino harinero. comercio: venta del sobrante de frutos en los mercados de Molina, en los que se surten los vec. de los art. que les faltan. pobl.: 33 vec. 174 alm. cap. prod.: 1.448,890 rs. imp.: 40,400. contr: 1,758 rs. 31 mrs. |

El municipio de Canales de Molina desapareció en 1975, al ser incorporado junto con el de Aragoncillo al término municipal de Corduente.

## Demografía
| Gráfica de evolución demográfica de Canales de Molina entre 1842 y 1970 |
| |
| Población de derecho según los censos de población del INE Población de hecho según los censos de población del INEEntre el censo de 1981 y el anterior, este municipio desaparece porque se integra en el municipio Corduente |

## Lugares de interés

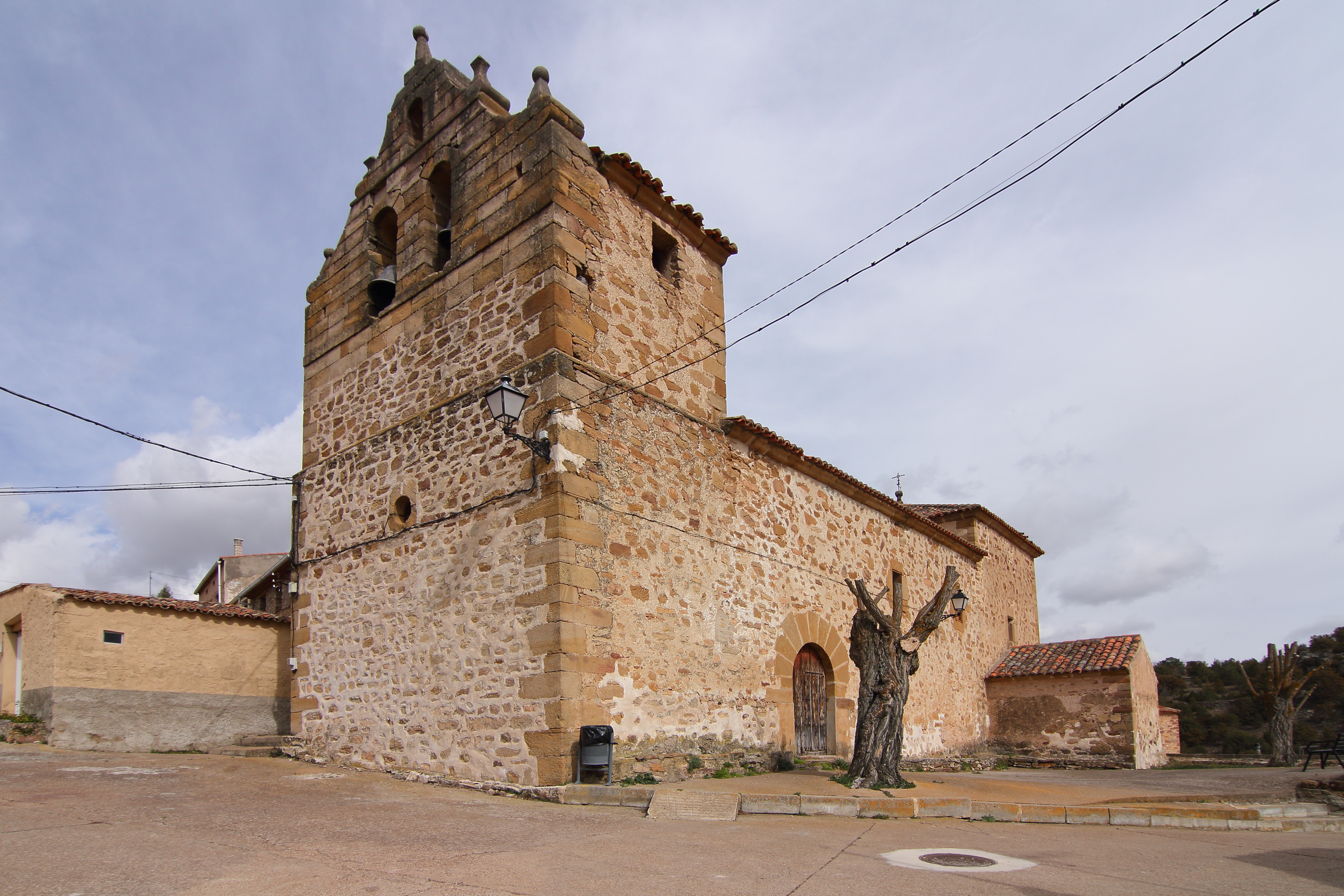
Iglesia de Canales de Molina

En la parte más alta de Canales se encuentra su iglesia parroquial, una obra de construcción sencilla del siglo XVIII, al igual que los murillos que la rodean. En el interior de la iglesia se pueden ver retablos de estilo barroco.
Existen además tres yacimientos arqueológicos inventariados de época medieval: La Torre, el Cerrillo de las Calaveras y Los Barrios. También a las afueras se encuentra la Peña Escrita, situada al lado de un camino del pinar, que sin ayuda de alguien del pueblo es difícil de encontrar y visitar. Allí hay una gran roquedal donde se pueden distinguir grabados de figuras humanas.

### La Torre
El yacimiento se encuentra en un pequeño cerro testigo conocido en la toponimia como Las Lomillas, situado en la margen derecha del cauce del río Saúco, dominando la zona de vega. La superficie se encuentra cubierta de monte bajo y espeso sabinar, por lo que la visibilidad del terreno es escasa. Los restos que aún se conservan son estructuras conformadas por líneas de muro de mampostería trabada con argamasa y el basamento de un posible torreón de planta angular. En las inmediaciones del yacimiento, concretamente en las laderas meridionales del cerro, se ubican numerosas edificaciones contemporáneas en estado de ruina, que posiblemente hubieran servido como viviendas, almacenes o destinadas a la estabulación de ganado.
A las afueras de la localidad están los Castillos, que son unas ruinas posiblemente de atalayas del siglo XII que vigilaban el paso a Aragón por la zona de Aragoncillo.

### El Cerrillo de las Calaveras
Este yacimiento se localiza en un pequeño cerro testigo elevado unos 20 m sobre el cauce del río Saúco, en su margen izquierda, a la altura del kilómetro 48+600 de la carretera N-211. Se ubica en una zona conocida en la toponimia como Casa Jalomeña, tratándose de un relieve accidentado de origen erosivo y caracterizado por la alternancia de relieves residuales y cárcavas. El entorno vegetal es característico de sabinar y monte bajo que restan visibilidad a las superficies. Durante los trabajos de prospección se ha constatado el elevado grado de erosión sufrido en la zona debido a la instalación de colmenas, así como de una torreta de la línea de alta tensión, no observándose por el contrario materiales arqueológicos en superficie.

### Los Barrios
El yacimiento de Los Barrios se ubica al noreste del casco urbano de Canales de Molina, en el abrupto valle que conforma el río Seco, a media ladera en una pequeña terraza sobre la que se manifiesta la presencia de un tolmo. Se trata de una zona completamente abancalada como consecuencia de su aprovechamiento agrícola, con vegetación de matorral y sabinar disperso, que obstaculiza en gran medida la visibilidad del terreno. En la ficha de inventario de este yacimiento se describen los restos como silos excavados en la roca y restos de muro de mampostería, aunque se ha comprobado que en los alrededores existen numerosas tenidas o edificaciones destinadas a la estabulación ganadera.

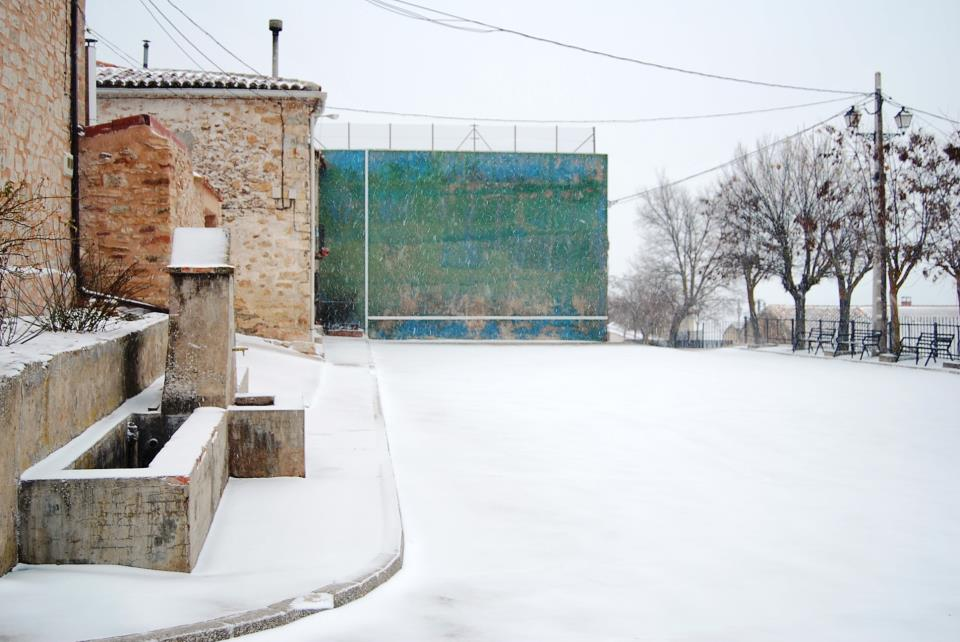
Plaza de Canales de Molina

## Patrimonio inmaterial
Las fiestas menores de carácter popular se celebran el primer o segundo fin de semana de agosto. Duran tres días en las que se recogen actividades deportivas como torneos de frontón o de fútbol, siempre amistoso con otros pueblos de alrededores, actividades musicales como discomóviles o conciertos de gente del pueblo, y otras actividades que reúnen a todos los vecinos de Canales, como comidas.
Hacia el 12 de junio se celebra la fiesta mayor en honor a San Antonio.

### Leyendas
En la peña Escrita, que se encuentra en un pinar cercano al poblado, se dice que vivía una reina mora y que escondió un gran tesoro en su interior.

## Transporte y comunicaciones
Junto a la localidad pasa la carretera N-211, que tiene desvío hacia el pueblo.